# Камінь, що так і не впав
«Камінь, що так і не впав» (англ. The Stone That Never Came Down) — науково-фантастичний роман англійського письменника Джона Браннера, вперше надрукований 1973 року.

## Життєпис
Європа майбутнього перебуває в полоні стагфляції, фашизм лютує, пуританство домінує в Англії, істеричні проповідники фанатизують орди пригнічених фанатиків проти аморальності, тоді як банди короткострижених бандитів лінчують гомосексуалістів і переслідують чорношкірих. Аж до того дня, коли інтелект, ставши заразним, вибухне, як епідемія, а репресивне суспільство почне тріскаться й руйнуватися.